# Пештасар
Пештасар (азерб. Peştəsər) — селение в Ярдымлинском районе Азербайджана.

## География
Селение расположено при речке Арвана́, на склонах Пештасарского хребта.

## Название
В «Кавказском календаре» на 1856 год приведено название Пештасара буквами местного языка (ﭘﻮﺷﺘﻪﺴﺮ). В русской дореволюционной литературе можно встретить написания «Пуштэсаръ» или «Пештасаръ».

## История
На протяжении XIX — начала XX веков Пештасар входил в состав Российской империи. Селение относилось к Себидажскому магалу Шемахинской губернии. Позднее оно входило в состав Ленкоранского уезда Бакинской губернии.
В 1880-х годах Пештасар и ряд других населённых пунктов (орфография сохранена: «Арвана», «Мамулганъ», «Миля» с отсёлком «Урагаранъ», «Куракчи» и «Юзю») относились к Пештасарскому сельскому обществу Зувандского участка вышеупомянутого уезда. Пештасар был частью Пештасарского общества и в начале XX века.
В 1930 году был образован Вергядузский район, который спустя время был переименован в Ярдымлинский. В начале 1930-х годов Пештасар и пять других населённых пунктов (Чайузи, Асадабад, Нисакала, Урагаран и Узи) относился к Узинскому сельсовету Вергедузского района.

## Население
В статистических материалах второй половины XIX — первой половины XX веков жители Пештасара обычно фиксировались как «татары» // «тюрки» (азербайджанцы), но есть случай, когда они были указаны как талыши.

### XIX век
Согласно «Кавказскому календарю» на 1856 год селение Пештасар Себидажского магала населяли «татары»-шииты (азербайджанцы-шииты), которые между собой говорили по-«татарски» (по-азербайджански).
По данным списков населённых мест Бакинской губернии от 1870 года, составленных по сведениям камерального описания губернии с 1859 по 1864 год, здесь имелось 20 дворов и 325 жителей (116 мужчин и 109 женщин), которые были «татарами»-шиитами. Согласно сведениям 1873 года, опубликованным в изданном в 1879 году под редакцией Н. К. Зейдлица «Сборнике сведений о Кавказе», в селении был уже 31 двор и 244 жителя (150 мужчин и 94 женщины), также «татары»-шииты (азербайджанцы-шииты).
Из материалов посемейных списков на 1886 год видно, что все 381 житель Пештасара и отсёлка «Асад-абадъ» (214 мужчин и 167 женщин; 35 дымов) являлись «татарами»-шиитами (азербайджанцами-шиитами), а в сословном отношении крестьянами.

### XX век
По сведениям Списка населённых мест, относящегося к Бакинской губернии и изданного Бакинским губернским статистическим комитетом в 1911 году, в селении насчитывалось 434 жителя талышской национальности (245 мужчин и 189 женщин; 62 дыма), которые были шиитами по вероисповеданию.
Согласно материалам издания «Административное деление АССР», подготовленного в 1933 году Управлением народно-хозяйственного учёта Азербайджанской ССР (АзНХУ), по состоянию на 1 января 1933 года в Пештасаре (Peştəsər) было 120 хозяйств и 616 человек коренного населения (то есть приписанного к данному селу), среди которых 307 мужчин и 309 женщин. В этих же материалах указано, что весь Узинский сельсовет, к которому относился Пештасар, в национальном плане на 100 % состоял из «тюрок» (азербайджанцев).